# Yohei Nishimura
Yohei Nishimura (西村 洋平 Nishimura Yohei?, 1 de junio de 1993, Hyogo) es un futbolista japonés que se desempeña como defensa. Actualmente está sin equipo.

## Trayectoria

### Clubes
| Club         | País  | Año         |
| ------------ | ----- | ----------- |
| Tochigi SC   | Japón | 2016        |
| Fujieda MYFC | Japón | 2017 - 2019 |

## Estadística de carrera

### J. League
| Club         | Año   | J. League | J. League | Copa J. League | Copa J. League | Total | Total |
| Club         | Año   | Part.     | Goles     | Part.          | Goles          | Part. | Goles |
| ------------ | ----- | --------- | --------- | -------------- | -------------- | ----- | ----- |
| Tochigi SC   | 2016  | 4         | 0         | -              | -              | 4     | 0     |
| Fujieda MYFC | 2017  | 16        | 0         | -              | -              | 16    | 0     |
| Total        | Total | 20        | 0         | 0              | 0              | 20    | 0     |